# Holland Festival
Das Holland Festival ist das größte und älteste Kunst- und Musikfestival der Niederlande. Es wurde 1947 gegründet und findet jährlich Anfang Juni in Amsterdam statt.
Im Mittelpunkt stehen klassische und zeitgenössische Darbietungen aus Theater, Musik, Tanz, Oper und Film. Das gemeinsame Projekt von in erster Linie niederländischen Orchestern, Opern-, Theater- und Tanzgruppen bot von jeher ebenfalls eine Plattform für ausländische Künstler und entwickelte sich somit auch zu einem Instrument des interkulturellen Austauschs im Bereich der darstellenden Künste.

## Austragungsorte

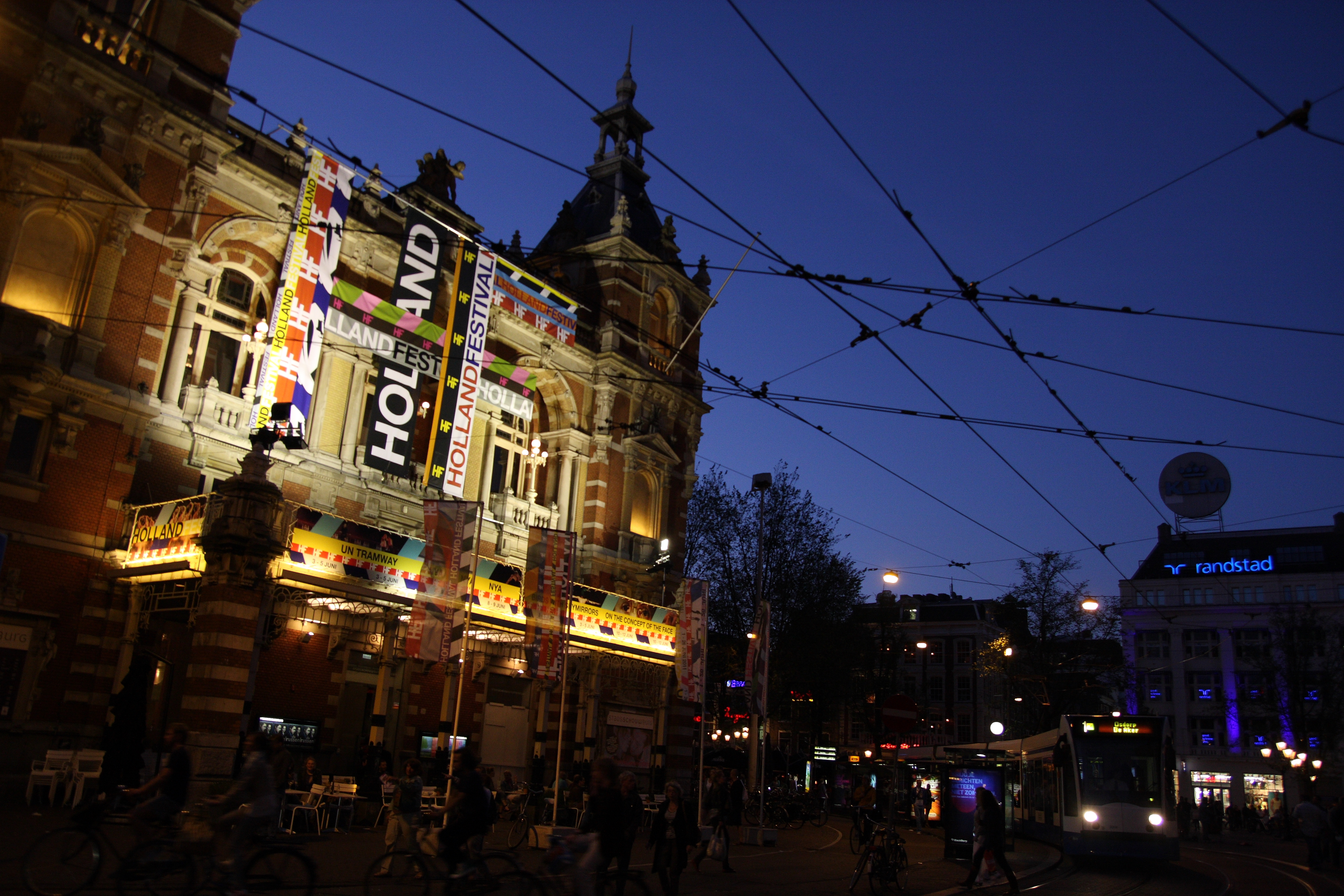
Die Stadsschouwburg (neuer Name Internationaal Theater Amsterdam) ist einer der Austragungsorte für das Holland Festival

Das Programm wird an renommierten Amsterdamer Kulturstätten  aufgeführt, wie beispielsweise dem Internationaal Theater Amsterdam (vormals Stadsschouwburg Amsterdam), der Nationale Opera en Ballet (vormals Het Musiktheater), dem Muziekgebouw aan 't IJ (Musikgebäude an der IJ), dem Concertgebouw, dem Koninklijk Theater Carré und der Westergasfabriek.

## Geschichte
Das Holland Festival entstand in den Jahren nach dem Zweiten Weltkrieg als Antwort auf das wachsende Bedürfnis nach kulturellen Angeboten in der Bevölkerung. Die erste Aufführung im Rahmen des Festivals, Pelléas et Mélisande, fand am 15. Juni 1948 in der Stadsschouwburg statt. 1952 zählte das Festival zu den Gründerorganisationen der European Festivals Association.
Bekannte Inszenierungen und Darbietungen internationaler Künstler waren beispielsweise das War Requiem (Benjamin Britten, mit Dietrich Fischer-Dieskau, 1964), die Stockhausen-Retrospektive mit der Uraufführung des Helikopter-Streichquartetts (1995), und die Biblical Pieces (Igor Strawinsky, inszeniert von Peter Sellars, 1999).
Unter den nationalen Werken erregte 1969 die Aufführung der antiimperialistischen Oper Reconstructie Aufsehen.
Mitte der 1990er Jahre geriet das Holland Festival aufgrund von rückläufigen Besucherzahlen und Finanzierungsproblemen vorübergehend in eine Krise.
2005 erweiterte das Holland Festival sein Angebot um die Programmpunkte EyeFuel und EarFuel – „Kraftstoff“ für Auge und Ohr, die vor allem das jüngere Publikum anziehen sollen.
Künstlerische Leiter
- 1947–1965 Peter Diamand[4]
- 1965–1975 Jaap den Daas
- 1975–1985 Frans de Ruiter
- 1985–1990 Adriaan 's-Gravesande[3]
- 1990–1997 Jan van Vlijmen
- 1998–2004 Ivo van Hove[5]
- 2005–2014 Pierre Audi
- 2014–2018 Ruth Mackenzie
- 2018–2019 Annet Lekkerkerker
- seit September 2019 Emily Ansenk